# 萊克一號 (明尼蘇達州)
萊克一號（英語：Lake No.1）是位於美國明尼蘇達州萊克縣的一個未組織地區。

## 地方資料
萊克一號的面積為494.95平方千米，當中陸地面積為459.75平方千米，而水域面積為35.20平方千米。根據2020年美國人口普查的數據，當地共有人口142人，而人口密度為每平方千米0.29人。